# Mpack
Pour le logiciel, voir MPack (logiciel).
Mpack (ou Mpak) est un village du Sénégal situé en Basse-Casamance. Il fait partie de la communauté rurale de Boutoupa-Camaracounda, dans l'arrondissement de Niaguis, le département de Ziguinchor et la région de Ziguinchor. Poste-frontière, c'est la dernière localité avant la Guinée-Bissau.

## Histoire
Le mot "Mpack" est un mot Manjaques désignant une espèce d'arbre bordant les rizières. Mpack se trouvait sur la ligne de front pendant le conflit en Casamance. Un déminage a été entrepris dans la zone en 2002 et 2003 et une centaine de maisons ont été remises en état. Cependant des explosions de mines antipersonnel ont encore fait des victimes en 2004.
Le président Macky Sall s'est rendu à la base militaire de Mpack le 27 juin 2012.

## Géographie
Les localités les plus proches sont Bourkadie, Badionkoto, Kabobokani, Baraka Poukao, Bouhouyoume et Barraca Bolanha.

### Population
Lors du dernier recensement (2002), Mpack comptait 518 habitants et 72 ménages.

### Activités économiques
Une conserverie de fruits et légumes est gérée par un groupe de femmes dans le cadre d'un projet ONUDI.

## Personnalités nées à Mpack
- Fernand Nino MENDY, Président du parti politique sénégalais